# Fiorino surinamese
Il fiorino (Codice ISO: SRG) era la valuta del Suriname fino al 1º gennaio 2004. Era diviso in 100 cent. Fino al 1940, il plurale era cents, con centen apparso in qualche stampa recente.

## Storia
Il fiorino surinamese era inizialmente alla pari con il Fiorino olandese. Nel 1940, in seguito all'occupazione nazista dei Paesi Bassi, la valuta (insieme con il Fiorino delle Antille olandesi) fu agganciata al Dollaro statunitense al tasso di 1,88585 fiorino = 1 dollaro.
Il fiorino surinamese soffri di alta inflazione all'inizio degli anni '90. Fu così sostituito dal Dollaro surinamese il 1º gennaio 2004 al cambio di 1 dollaro = 1000 fiorini. Per risparmiare costi di produzione, le monete del valore di meno di 5 fiorini (tutte in centesimi) furono dichiarate in corso legale con il valore pari al loro valore facciale nella nuova valuta. Quindi, queste monete accrebbero il loro potere d'acquisto di 1000 volte.

## Monete
Le monete in circolazione sono nei tagli da 1, 5, 10, 25, 100 e 250 centesimi (queste monete hanno ancora valore legale).

## Banconote
Le banconote che erano in circolazione fino al 2004 erano nei tagli da 5, 10, 25, 100, 500, 1000, 5000, 10000 e 25000 fiorini.